# 田中広太郎 (内務官僚)

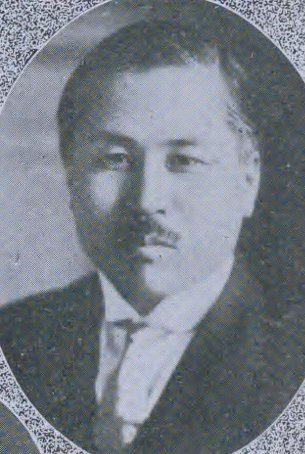
田中広太郎

田中 広太郎（たなか こうたろう、1888年11月4日 - 1968年1月17日）は、日本の内務官僚。府県知事。

## 経歴
奈良県出身。農業・田中楳太郎の長男として生まれる。京華中学、第一高等学校を経て、1913年7月、東京帝国大学法科大学政治学科を優等で卒業し、銀時計を授与された。内務省に入り東京府属となり、内務部土木課に配属。同年11月、文官高等試験行政科試験に合格。
1915年10月、福岡県理事官・内務部庶務課長に就任。以後、内務省地方局事務官、内務書記官・地方局町村課長などを歴任。1923年3月から1924年4月まで欧米に出張。1924年7月、地方局都市課長となる。さらに、地方局財務課長、復興局整地部長などを務めた。
1929年5月、東京市助役となり、翌年5月まで在任。1931年12月、静岡県知事に就任。以後、長崎県、愛知県、大阪府の各知事を歴任した。
1947年3月に大阪府知事を退任し、その後、地方自治連盟理事長、財団法人奉仕会会長、日本財政学会顧問、関東屋外広告連盟顧問、松下電器産業顧問などを歴任。その他、京都大学、九州大学、明治大学、日本大学、大阪商科大学、駒澤大学の各講師を務めている。
1968年1月17日死去。享年79。

## 栄典
- 1921年（大正10年）7月1日 - 第一回国勢調査記念章[2]
- 1930年（昭和5年）12月5日 - 帝都復興記念章[3]
- 1940年（昭和15年）8月15日 - 紀元二千六百年祝典記念章[4]

## 親族
- 義父 元田肇
- 三男 田中芳秋（商工省官吏）

## 著作等
- 『地方税戸数割』良書普及会、1922年。
- 『地方税制講話』良書普及会、1926年。
- 『最新地方財政要綱』良書普及会、1928年。
- 『地方財政』日本評論社、1930年。
- 内政史研究会『田中広太郎氏談話速記録』第1回・第2回・第3回（『内政史研究資料』第5・9・13集）、1963-64年。
  - 『現代史を語る（7）――内政史研究会談話速記録』（伊藤隆監修、内政史研究会編、現代史料出版、2012年）。他は堀切善次郎